# Jules Ephrussi
 (mai 2014).
Si vous disposez d'ouvrages ou d'articles de référence ou si vous connaissez des sites web de qualité traitant du thème abordé ici, merci de compléter l'article en donnant les références utiles à sa vérifiabilité et en les liant à la section « Notes et références ».
Pour les articles homonymes, voir Ephrussi.
Jules Ephrussi est un banquier français né le 2 août 1846 à Odessa (Russie) et mort le 23 mai 1915 à Paris.

## Biographie

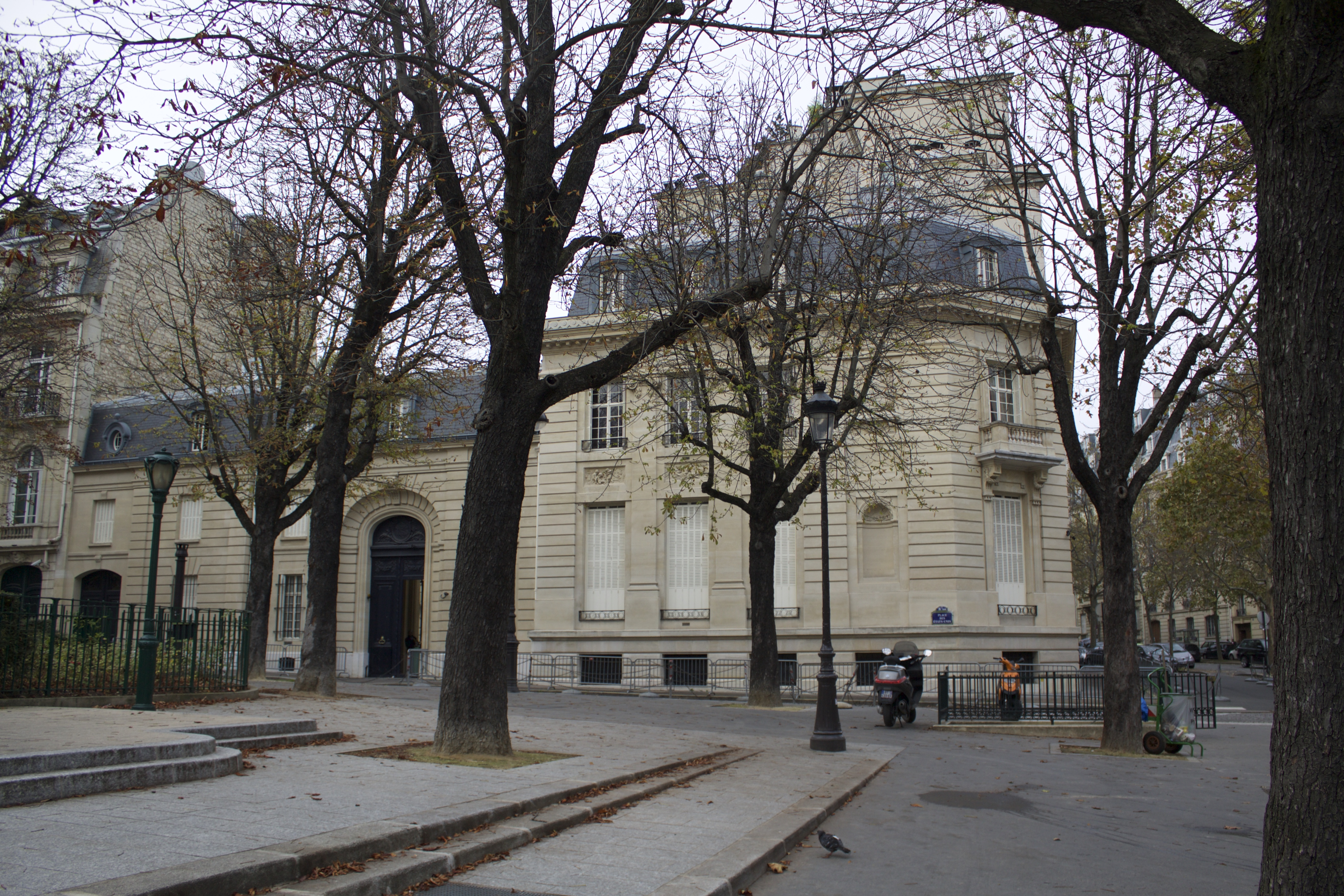
Hôtel Ephrussi à Paris, construit par Ernest Sanson.

Fils de Léon Ephrussi (mort en 1877) et de sa femme née Minna Landau (1824-1888), frère aîné de Charles Ephrussi, Jules Ephrussi est issu d'une famille juive richissime originaire d'Odessa ; il épouse, le 2 juillet 1876 à Vienne (Autriche), Fanny von Pfeiffe le couple n'eut pas d'enfants.
Banquier, il administre avec ses oncles Michel et Maurice et leur associé Théodore Porgès la filiale française de la banque Ephrussi et Cie, qui siège rue de l’Arcade.
Au printemps 1886, il fait entreprendre sous la direction d’Ernest Sanson la construction d’un hôtel particulier sur un terrain de 931 m2 au 2, place des États-Unis (16e arrondissement de Paris); de style Louis XVI, cet hôtel est une des meilleures réalisations de l'architecte.
Il est l’un des premiers millionnaires à faire construire un chalet à Meggen (Suisse) (qui existe toujours sous le nom de villa Heckenried).